# Secrétaire du cabinet pour l'éducation et les compétences (Écosse)
Cet article contient une liste des secrétaire de l'Éducation d'Écosse.

## Liste des ministres
| Nom                                                                     | Nom                                     | Début du mandat                         | Fin du mandat                           | Gouvernement                            |
| Ministre de l'Enfance et de l'Éducation                                 | Ministre de l'Enfance et de l'Éducation | Ministre de l'Enfance et de l'Éducation | Ministre de l'Enfance et de l'Éducation | Ministre de l'Enfance et de l'Éducation |
| ----------------------------------------------------------------------- | --------------------------------------- | --------------------------------------- | --------------------------------------- | --------------------------------------- |
|                                                                         | Sam Galbraith                           | 17 mai 1999                             | 11 octobre 2000                         | Dewar                                   |
| Ministre de l'Éducation, de l'Europe et des Affaires extérieures        |                                         |                                         |                                         |                                         |
|                                                                         | Jack McConnell                          | 11 octobre 2000                         | 22 novembre 2001                        | McLeish                                 |
| Ministre de l'Éducation et de la Jeunesse                               |                                         |                                         |                                         |                                         |
|                                                                         | Cathy Jamieson                          | 22 novembre 2001                        | 27 mars 2003                            | McConnell I                             |
|                                                                         | Peter Peacock                           | 20 mai 2003                             | 14 novembre 2006                        | McConnell II                            |
|                                                                         | Hugh Henry,                             | 14 novembre 2006                        | 16 mai 2007                             | McConnell II                            |
| Secrétaire du Cabinet chargé de l'Éducation et de la Formation continue |                                         |                                         |                                         |                                         |
|                                                                         | Fiona Hyslop                            | 17 mai 2007                             | 1er décembre 2009                       | Salmond I                               |
|                                                                         | Michael Russell                         | 1er décembre 2009                       | 19 novembre 2014                        | Salmond I et II                         |
|                                                                         | Angela Constance                        | 19 novembre 2014                        | 18 mai 2016                             | Sturgeon I                              |
| Secrétaire du Cabinet pour l'Éducation et les Compétences               |                                         |                                         |                                         |                                         |
|                                                                         | John Swinney                            | 18 mai 2016                             | 20 mai 2021                             | Sturgeon II                             |
|                                                                         | Shirley-Anne Somerville                 | 20 mai 2021                             | 29 mars 2023                            | Sturgeon III                            |
|                                                                         | Jenny Gilruth                           | 29 mars 2023                            | En fonction                             | Yousaf et Swinney                       |